# Almeida Júnior

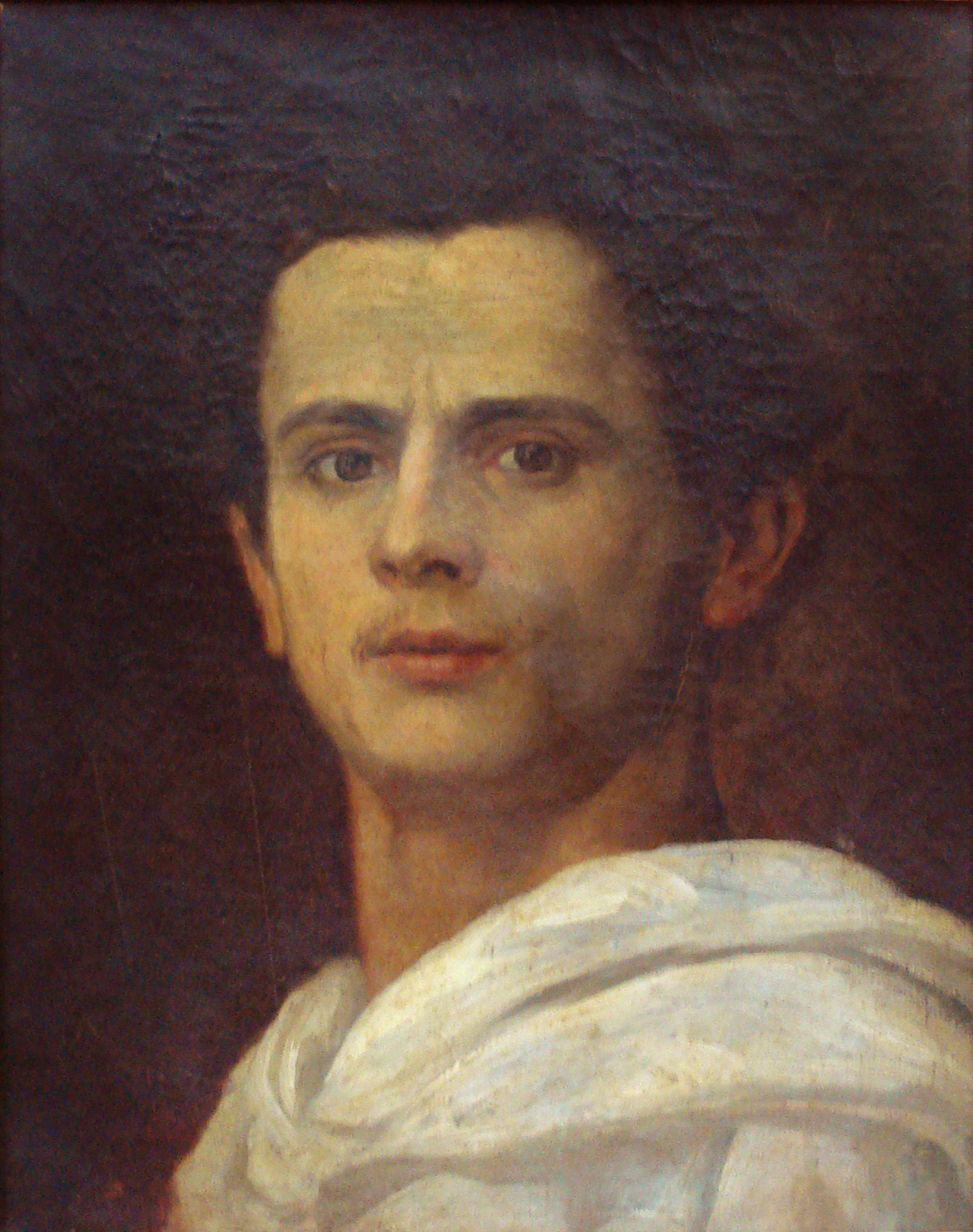
Almeida Júnior 1878, Selbstporträt

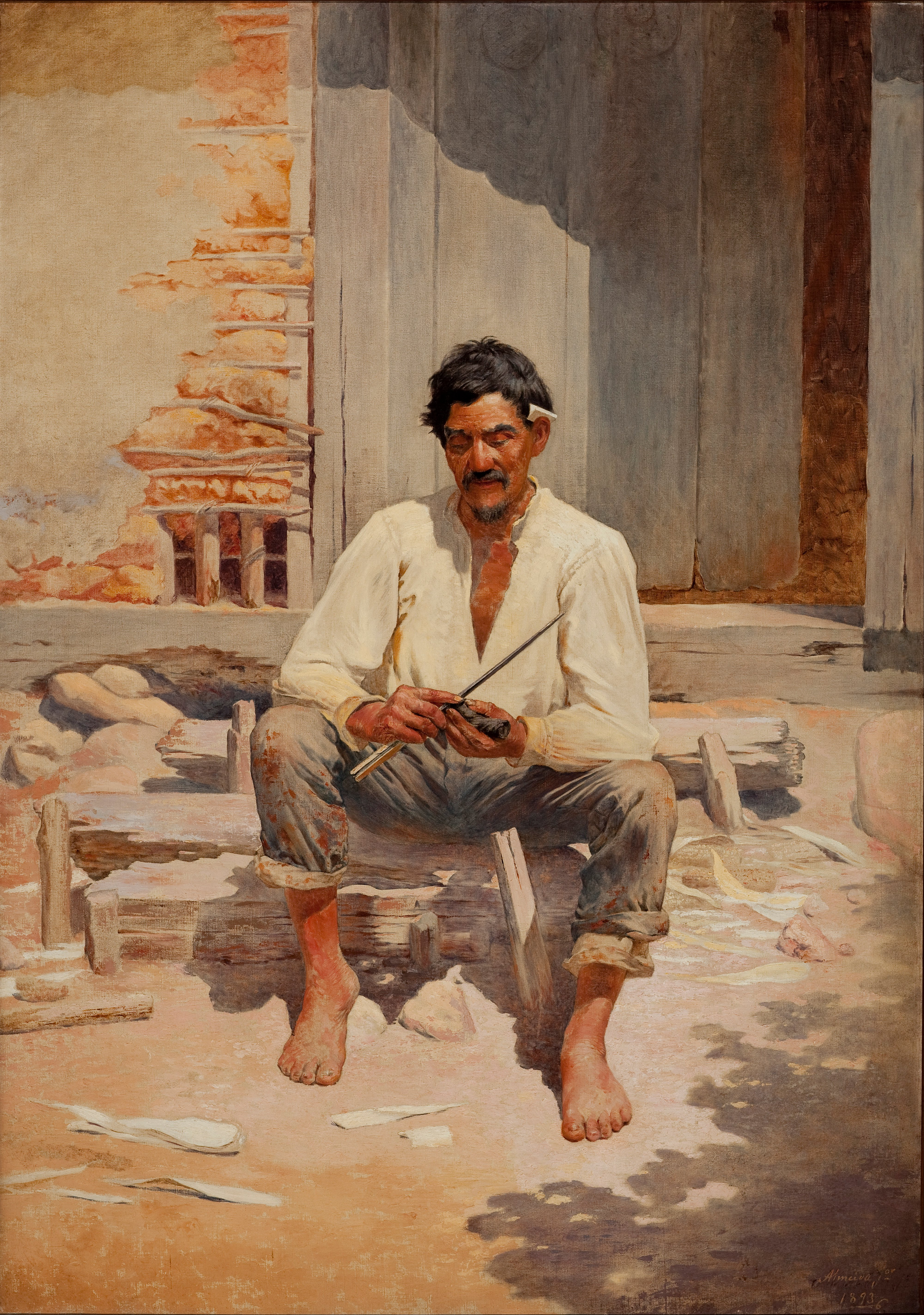
Caipira Picando Fumo, 1893

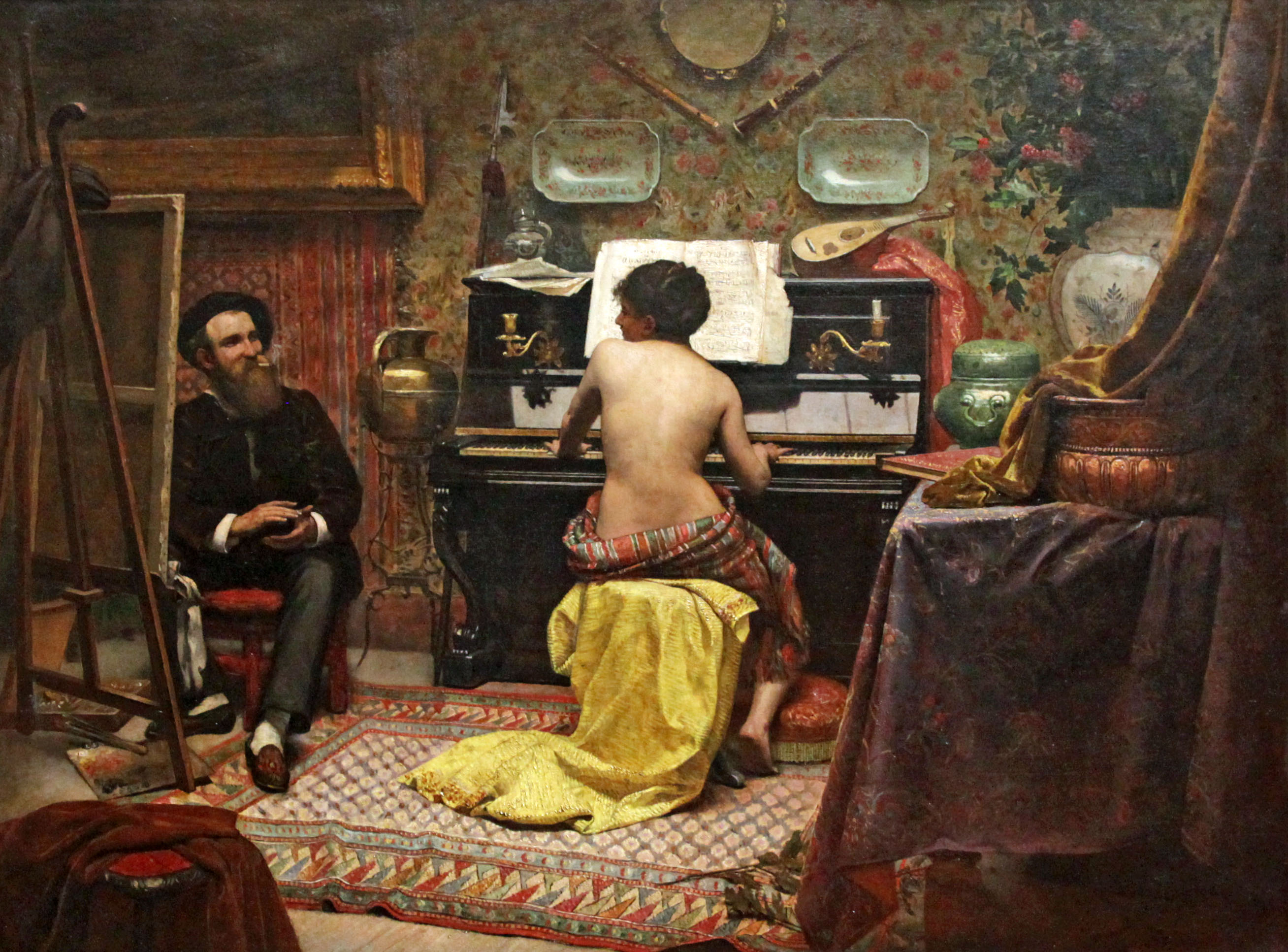
Descanso do modelo, 1882, Öl auf Leinwand, 100 × 130 cm, Museu Nacional de Belas Artes, Rio de Janeiro.

Almeida Júnior, eigentlich José Ferraz de Almeida Júnior, (* 8. Mai 1850 in Itu, Bundesstaat São Paulo, Brasilien; † 13. November 1899 in Piracicaba, Bundesstaat São Paulo, Brasilien) war ein bedeutender brasilianischer Maler. Er war der führende brasilianische Maler des späten 19. Jahrhunderts. Er war Naturalist und Regionalist, dessen Genremalerei sich durch ein ausgeprägtes Lokalkolorit auszeichnet. Nach seinem Tod wurde ihm der Titel „Nationalmaler Brasiliens“ verliehen.

## Leben
Almeida Júnior wurde in der Stadt Itu im Bundesstaat São Paulo geboren. Schon als Jugendlicher zeigte er eine außergewöhnliche malerische und künstlerische Begabung, was den Priester Miguel Correa Pacheco veranlasste, diverse Bilder mit religiösen Themen bei dem Jugendlichen in Auftrag zu geben, die er dann für die Kirche Igreja Matriz de Nossa Senhora da Candelária malte. Der Priester war es auch, der das Geld in der Gemeinde sammelte, damit Almeida Júnior studieren konnte. Mit 19 Jahren, 1869, ging er nach Rio de Janeiro und schrieb sich dort an der bedeutendsten Kunsthochschule Brasiliens ein, der Academica Imperial de Belas Artes (AIBA). Seine Lehrer waren Jules Le Chevrel, Victor Meirelles und Pedro Americano. 1874 wurde er mit einem Preis für seine Gemälde ausgezeichnet, mit dem er einen Kurzaufenthalt in Europa finanzieren konnte.
Nach der Rückkehr in seine Heimatstadt eröffnete er dort ein Atelier und arbeitete in Itu zeitweise auch als Lehrer. 1876, bei einer Inspektionsreise durch den Bundesstaat São Paulo, begegnete Kaiser Dom Peter II. dem jungen Maler und bot ihm finanzielle Unterstützung für ein ordentliches Studium der Kunst und Malerei in Europa an. 1876 brach der Maler, ausgestattet mit einem monatlichen Stipendium von 300 Francs, die Reise nach Europa an, die ihn zunächst nach Rom führte, wo er sich aber nur ganz kurz aufhielt, um nach Paris, seinem eigentlichen Ziel, weiterzureisen. In Paris angekommen, quartierte er sich in der Nachbarschaft von Montmartre ein und immatrikulierte sich an der École Superieure des Beaux Arts. Dort wurde er Schüler von Alexandre Cabanel und Lequien Fils. Während seines Studiums stellte er zwischen 1879 und 1882 viermal im Salon aus. In dieser Zeit entstanden einige seiner bekanntesten Meisterwerke, etwa Brasilianischer Holzfäller und Judas Reue (Salon von 1880), Die Flucht nach Ägypten (Salon von 1881) und Pause des Modells (Salon von 1882). 1882 kehrte in seine Heimat nach Brasilien zurück. Im selben Jahr reiste er kurz nach Italien, um dort mit den Brüdern Henrique und Rodolfo Bernardelli zusammenzutreffen.
An der Academica Imperial de Belas Artes zeigte er seine erste Einzelausstellung, auf der vornehmlich seine in Paris entstandenen Bilder zu sehen waren. 1883 eröffnete er sein erstes Atelier in São Paulo. 1884 nahm er an der 26. Ausstellung der „Exposição Geral de Belas Artes da AIBA“, teil, die allgemein als bedeutendste in der Geschichte des Kaiserreiches in Brasilien galt.
Der Maler wurde am 13. November 1899 durch seinen Cousin, José de Almeida Sampaio, vor dem Hotel Central de Piracicaba ermordet; Hintergrund war, dass Almeida Júnior schon seit vielen Jahren ein Verhältnis mit der Ehefrau seines Cousins hatte.

## Bedeutung als Maler
Für Brasilien ist Almeida Júnior vor allem als Naturalist und Regionalist von hoher Bedeutung. Viele seiner Gemälde befassen sich mit der einfachen Bevölkerung Brasiliens und zeigen deren Alltag. Somit ist er auch zu einem wichtigen Chronisten Brasiliens dieser Zeit geworden. Viele seiner Gemälde hängen vor allem im Museu Nacional de Belas Artes, Rio de Janeiro oder der Pinacoteca do Estado de São Paulo, die ihn durch Einzelausstellungen würdigt. Das umstrittenste Bild ist „Pause des Modells“, 1882 entstanden, das einen halbnackten Jugendlichen an einem Klavier zeigt, was ihm den Vorwurf der Homophilie einbrachte, der sich jedoch nicht bestätigte.